# Monasterboice
Monasterboice (Mainistir Bhuithe in gaelico irlandese) è un antico sito monastico cristiano situato nella contea di Louth, in Irlanda, poco a nord della città di Drogheda. Fondato nel tardo V secolo d.C., primo periodo Cristiano nell'isola, da San Buite, che morì nel 521, è stato nel suo momento di massimo splendore un importante centro religioso e culturale irlandese, almeno fino alla fondazione ed espansione della vicina Abbazia di Mellifont nel 1142. Oggi in stato di rovina, è un sito archeologico di notevole importanza.
Il sito contiene due chiese costruite presumibilmente nel XIV secolo, ma non è escluso che siano anche successive, oltre ad una torre circolare in pietra sicuramente precedente. Tuttavia l'elemento più interessante e famoso di Monesterboice sono le grandi e pregevoli croci celtiche del X secolo.

## Storia
Monasterboice era considerato un importante centro culturale ma purtroppo non sono rimaste molte tracce rispetto alle chiese di Clonmacnoise, Kildare o Armagh. Quest'abbazia era ancorata a reti politiche, ecclesiastiche e intellettuali. Il manoscritto Lebor na hUidre testimonia queste diverse reti e vi troviamo anche gli scritti di Flann Mainistrech.
A partire dal X secolo, gli annali ci parlano del declino di Monasterboice che potrebbe essere stato causato da numerosi saccheggi e distruzioni. Monasterboice fu saccheggiato nel 970 da un capo celtico poi, nel 1097, la biblioteca fu bruciata, con conseguente perdita di molti libri e tesori. A partire dal XII secolo, il declino di Monasterboice si accentua, in particolare a causa della perdita del sostegno fornito dalla fondazione dell'abbazia di Mellifont nel 1142. Il Sinodo di Rathbreasail (1111) segnò la transizione della Chiesa irlandese da un'organizzazione territoriale su base monastica verso il modello dell'Europa continentale che prevedeva diocesi e parrocchie, e provocò la fine del primato ecclesiastico di Monasterboice in favore dell'Arcidiocesi di Armagh. Tuttavia, il prestigio di Monasterboice sulla potente Armagh sopravvisse in alcune contrade.

## Il sito
Monasterboice e i suoi edifici (tre croci alte, una torre rotonda e due chiese) si trovano in un cimitero murato su terreno in pendenza, in una zona alluvionale e vicino alla costa.

### Edifici e torre
La torre circolare è alta circa 35 metri ed è preservata in buone condizioni, sebbene non sia possibile accedervi. Si ritiene che sia stata costruita come rifugio per i monaci in caso di razzie vichinghe, sebbene questa teoria non sia unanimemente accettata ed anzi oggetto di varie dispute. 
Per quel che riguarda il monastero antico ed il poco che ne rimane, col passare degli anni si sono formati strati di terreno superiori che hanno portato le arcate grosso modo al livello del suolo. Il monastero fu incendiato nel 1079.

### Le Croci

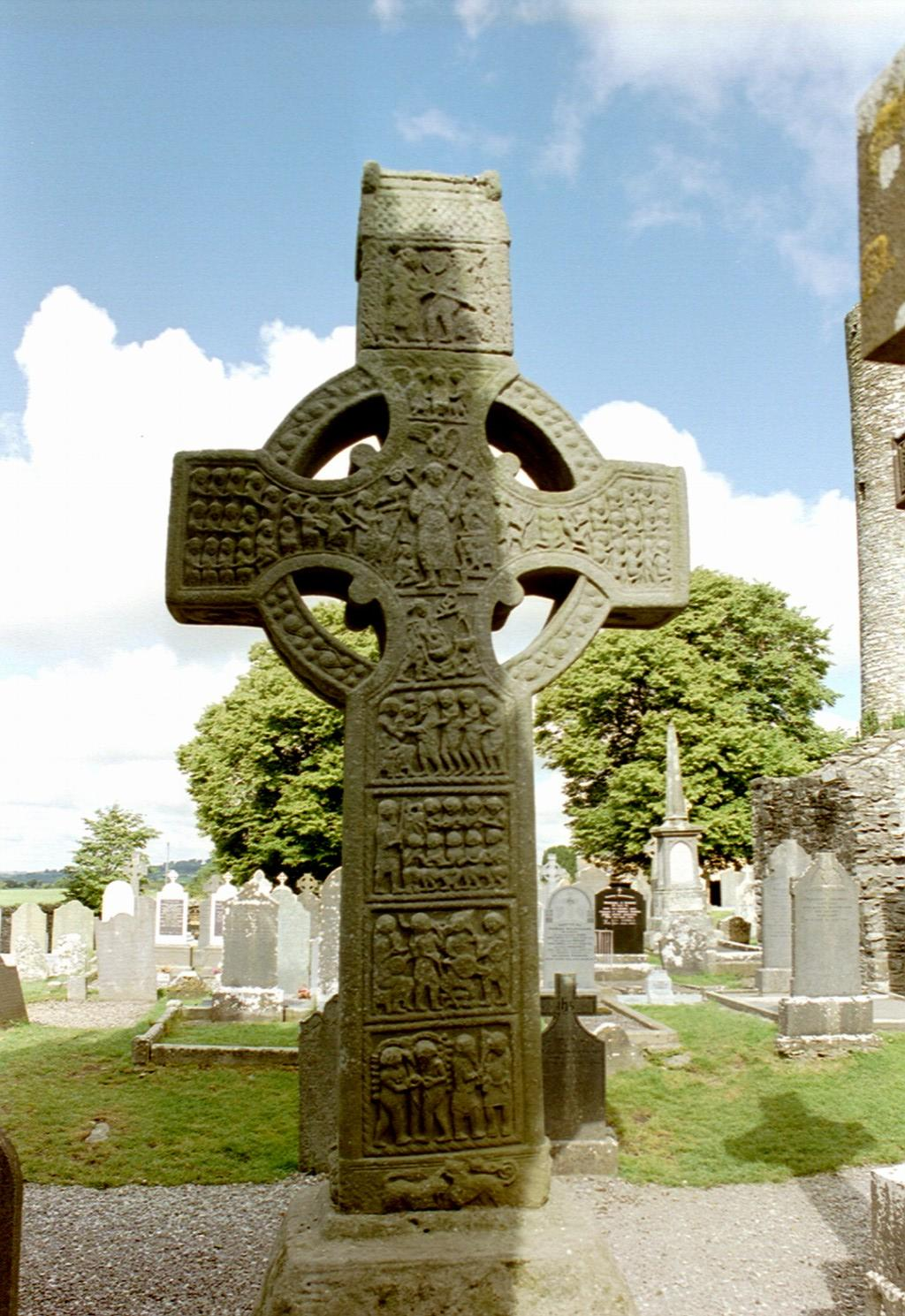
La "Croce di Muiredach".

La c.d. "Croce di Muiredach", alta 5,5 metri, è considerata come la più bella Alta croce d'irlanda. Deve il suo nome all'abate Muiredach mac Domhnaill e mostra numerosi e ben conservati rilievi del Nuovo e Vecchio Testamento. Le Croci settentrionale e occidentale non dovevano essere inferiori originariamente a livello di bellezza, dato che rimangono notevolmente belle anche oggi, ma hanno risentito maggiormente degli effetti meteorologici.